# Disparia abraama
Disparia abraama är en fjärilsart som beskrevs av William Schaus 1928. Disparia abraama ingår i släktet Disparia och familjen tandspinnare. Inga underarter finns listade i Catalogue of Life.